# Relações entre Índia e Paquistão

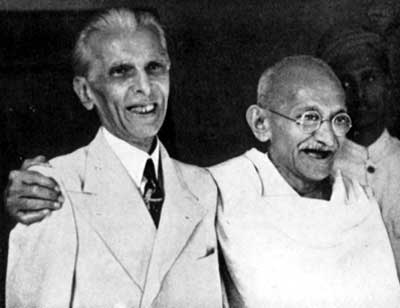
Muhammad Ali Jinnah e Mahatma Gandhi, os fundadores do Paquistão e da Índia, respectivamente.

As relações entre Índia e Paquistão têm sido prejudicadas por uma série de questões históricas e políticas, e são definidas pela violenta partição da Índia Britânica em 1947, a disputa na Caxemira e os numerosos conflitos militares travados entre as duas nações. Consequentemente, embora as duas nações do Sul da Ásia compartilhem laços históricos, culturais, geográficos e econômicos, as relações entre ambos têm sido marcadas por uma grande hostilidade e desconfiança.
Após a dissolução da Índia Britânica em 1947, duas novas nações soberanas foram formadas; a União da Índia e o Domínio do Paquistão. A partição subsequente da antiga Índia Britânica deslocou até 12,5 milhões de pessoas, com estimativas de perda de vidas humanas variando entre algumas centenas de milhares a um milhão. A Índia emergiu como uma nação secular, com uma população de maioria hindu e uma grande minoria muçulmana, enquanto que o Paquistão foi estabelecido como uma república islâmica, com uma população esmagadora de maioria muçulmana.
Desde sua independência, os dois países já travaram três guerras, uma guerra não declarada e estiveram envolvidos em vários conflitos armados e impasses militares. A disputa da Caxemira é o ponto central de todos esses conflitos, com a exceção da Guerra Indo-Paquistanesa de 1971, que resultou na secessão do Paquistão Oriental (atualmente Bangladesh).

## Ataques de 2008 em Mumbaim
Os ataques de 2008 em Mumbai foram um episódio de natureza gravíssima nas relações entre indianos e paquistaneses, onde 11 tiroteios e atentados à bomba coordenados em Bombaim, a maior cidade da Índia, foram realizados por militantes islâmicos que supostamente teriam vindo do Paquistão. Os agressores teriam recebido assistência de reconhecimento antes dos ataques. Ajmal Kasab, o único terrorista capturado vivo, afirmou em interrogatório que os ataques foram realizados com o apoio do ISI do Paquistão. Os ataques, que atraíram a condenação mundial generalizada, começaram em 26 de novembro e duraram até 29 de novembro de 2008, matando 164 pessoas e ferindo pelo menos 308.

## Relações sociais

### Laços culturais
A Índia e o Paquistão, até certo ponto têm culturas, culinária e linguagens semelhantes que sustentam os laços históricos entre os dois países. Diversos cantores paquistaneses, músicos, comediantes e apresentadores têm desfrutado de grande popularidade na Índia, com muitos alcançando a fama rapidamente na indústria indiana de filmagens Bollywood. Da mesma forma, a música indiana e também os seus filmes são muito populares no Paquistão. Estando localizado na região norte do Sul da Ásia, a cultura do Paquistão é um pouco semelhante à do Norte da Índia.
A região do Punjab foi dividida em Punjab, no Paquistão e Punjab, na Índia após a independência e partilha dos dois países em 1947. Os punjabis são atualmente o maior grupo étnico no Paquistão, e também um importante grupo étnico do norte da Índia. O fundador do Siquismo nasceu na moderna província paquistanesa de Punjab, na cidade de Nankana Sahib. A cada ano, milhões de peregrinos indianos siques cruzam para visitar locais sagrados siques nesta cidade. Os sindis são o grupo étnico nativo da província paquistanesa de Sinde. Muitos hindus sindis migraram para a Índia em 1947, tornando o país de origem uma comunidade sindi considerável. Além disso, os milhões de muçulmanos que migraram da Índia para o recém-criado Paquistão durante a independência, passaram a ser conhecidos como os Muhajir; eles são estabelecidos predominantemente em Carachi, e ainda mantém os laços familiares na Índia.

### Laços geográficos

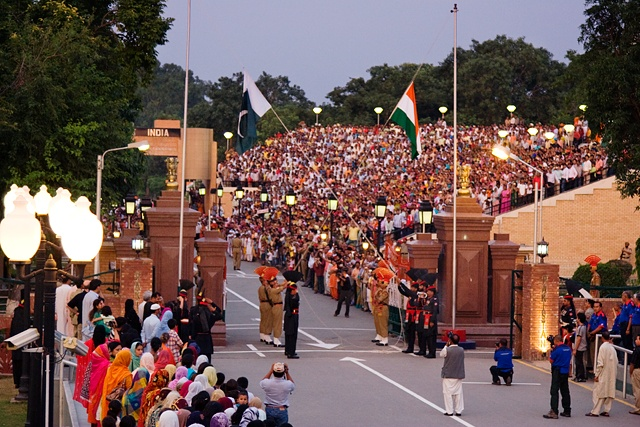
Cerimônia militar em Wagah.

A fronteira indo-paquistanesa é a fronteira internacional oficial que demarca os estados indianos de Punjab, Rajastão e Gujarate das províncias paquistanesas do Punjab e Sinde. A fronteira Wagah é o único caminho de passagem entre a Índia e o Paquistão, e fica na famosa Grand Trunk Road, conectando Laore, no Paquistão, com Amritsar, na Índia. A cada tarde, uma cerimônia ocorre nesta parte da fronteira, em que as bandeiras são reduzidas e os guardas de ambos os lados fazem uma exibição militar pomposa e trocas de apertos de mão.